# Uncinia andina
Uncinia andina là loài thực vật có hoa trong họ Cói. Loài này được G.A.Wheeler miêu tả khoa học đầu tiên năm 1997.